# Armando Martínez
Armando Martínez Limendu (født 29. august 1961) er en  tidligere cubansk bokser. Under Sommer-OL  1980  i  Moskva vandt han en guldmedalje i letmellemvægt efter at han slog Aleksander Kosjkyn i finalen. Under VM i München i 1982 vandt han en sølvmedalje efter at han tabte til Kosjkyn i finalen. Han vandt også en sølvmedalje i VM i 1978.